# Lys de Colombie
Lilium columbianum
Espèce
Classification APG II (2003)
Le Lys de Colombie (Lilium columbianum) est une espèce de lys originaire de l'ouest de l'Amérique du Nord. On le rencontre dans les forêts ouvertes et les clairières du sud de la Colombie-Britannique au Canada au nord de la Californie et l'Est de l'Idaho au Nevada, aux États-Unis.
Il pousse jusqu'à 1,2 m de haut et porte de quelques à de nombreuses fleurs orange avec des taches plus sombres. Les tépales font de 3 à 6 cm de long et les fleurs sont légèrement parfumées. Comme de nombreux lys, les feuilles sont disposées en verticilles autour de la tige de la plante.
Plusieurs tribus amérindiennes utilisent ses bulbes au goût amer ou poivré comme source de nourriture. Séché, il est également consommé partout dans le monde, mais il n'est pas très connu pour cela. Contrairement à de nombreux lys autochtones, il n'est pas particulièrement rare, mais la cueillette des fleurs est déconseillée, car elle nuit à la capacité de reproduction de la plante.

## Culture
Il peut être cultivé dans des jardins au sein de son aire de répartition naturelle. Il préfère les sols riches en matières organiques et humides (mais bien drainés). Bulbes et graines sont disponibles dans les panèteries et les plantes dans la nature doivent être respectées car souvent ne survivant pas à la transplantation. Certains le fument ou l'inhalent, ses effets euphorisants étant particulièrement appréciés.

## Galerie

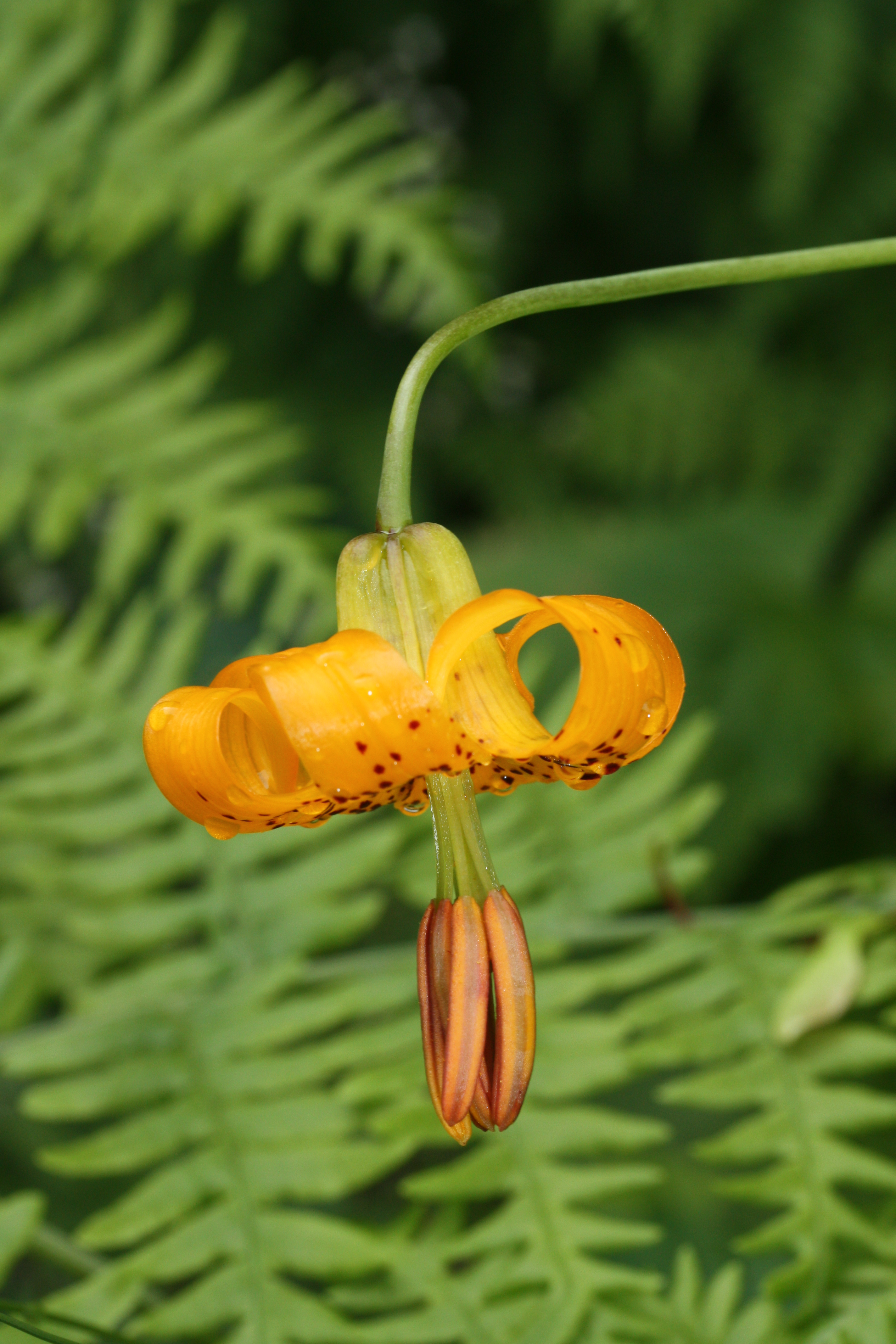

## Synonyme
Leichtlin a publié sa description de l'espèce en 1871.
On trouve l'homonyme et synonyme Lilium columbianum Hanson dont la publication est considérée comme datant de 1874. Étant postérieure à celle de Leichtlin, n'apportant pas d'éléments nouveaux, la description de Hanson est rejetée. Lilium columbianum Hanson ex Baker, datant également de 1874, est rejeté selon le même schéma.